# Passalus fastigatus
Passalus fastigatus is een keversoort uit de familie Passalidae. De wetenschappelijke naam van de soort is voor het eerst geldig gepubliceerd in 1999 door Fonseca.